# 리두스

리두스(Lydus, 그리스어: Λυδός)는 마에오니아의 세 번째 왕으로 아튀스를 계승하였다. 그는 아튀아드 왕조의 마지막 왕이었다. 헤로도투스에 따르면 마에오니아는 리두스 이후에 리디아로 알려지게 되었다. 
리두스 (브로테아스)는 탄탈루스와 디오네의 아들이었다. 탄탈루스 2세는 브로테아스의 아들이었다. 그는 클리템네스트라와 결혼하였는데 리디아에서는 다스리지 않았다. 

## 같이 보기
- 리디아의 군주